# エイチ・ディー西広島

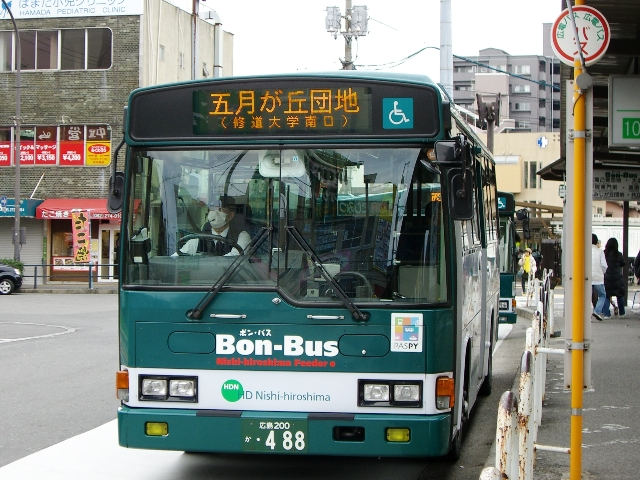
五月が丘団地行き

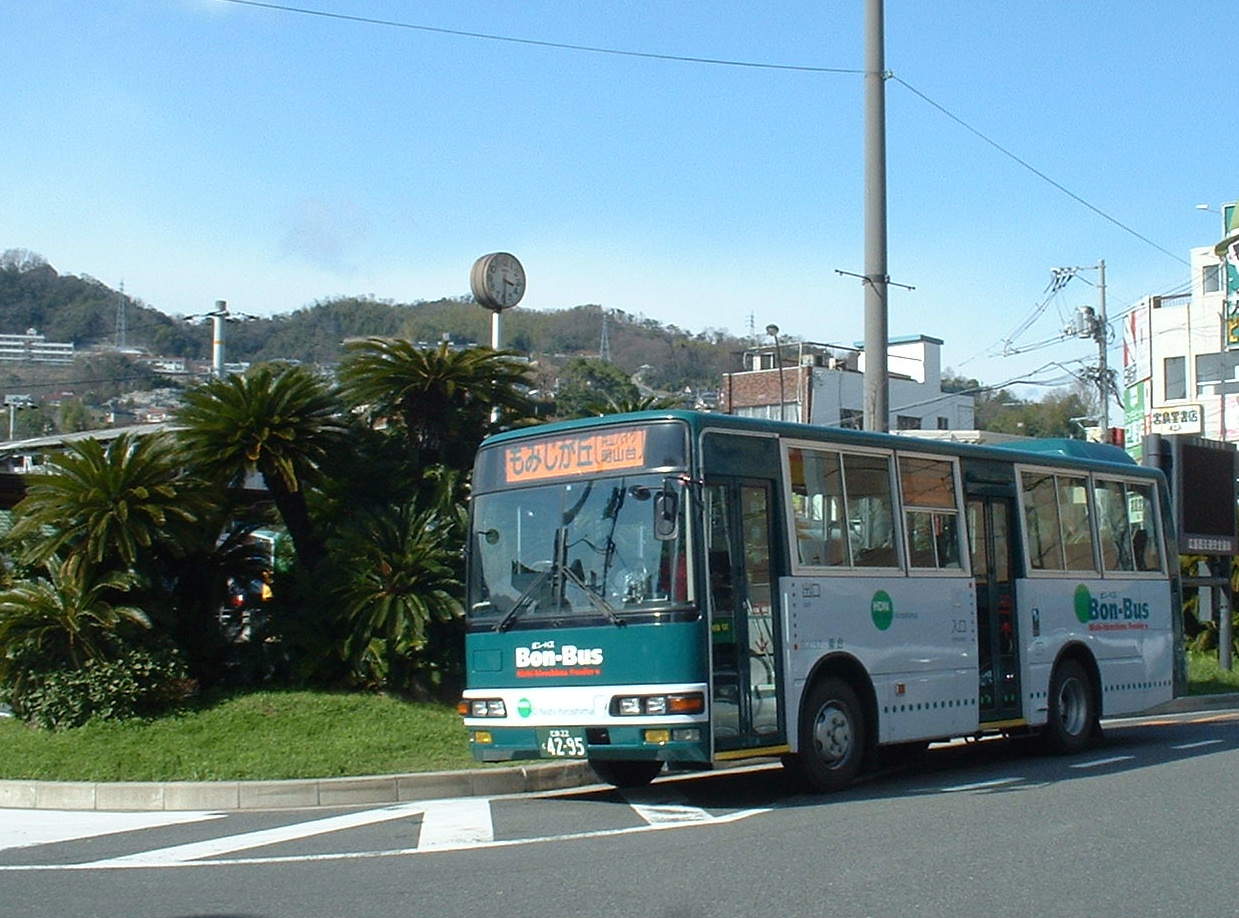
もみじが丘行（西広島駅）

エイチ・ディー西広島株式会社（エイチ・ディーにしひろしま、通称 ボン・バス(Bon-Bus)）は、広島県広島市西区を中心とした路線バスを運行するバス事業者である。

## 概要
1999年に広島電鉄より西広島駅を起点とするバス事業が分社化され発足した。広島電鉄が100%出資する完全子会社である。その後に開発された団地に新規路線を開設したり、2003年に、かつて広交タクシーが運行していた路線を、2004年には広電観光の貸切バス部門を引き継いだ。沿線の幼稚園の送迎バスの運行を受託している。
PASPYの自主発行は行っておらず、車内では広島電鉄の物が販売されており、PASPY定期券も広島電鉄の物を使用する。

## 車庫・駐車場
- 広電己斐団地車庫 - 広島市西区己斐上5丁目56-5
- 五月が丘団地車庫 - 広島市佐伯区五月が丘4丁目15-1
- そらの車庫 - 広島市佐伯区石内東1丁目15
- 高須台車庫 - 広島市西区高須台5丁目1
- 小河内車庫 - 広島市西区小河内町2丁目18-1

## 一般路線
以下の通り、広島バスセンターに入る路線は存在せず、広島都心では紙屋町・八丁堀で西広島方面へ折り返す。
2014年11月10日より順次導入される広島都市圏及びその周辺のバス事業者共通の系統番号が全ての路線に割り振られ、旧広電バス11号線を継承した路線は11号線、高須台線は14号線としていたが、2018年4月24日のダイヤ改正で広電己斐団地線のうち無線台下経由便と五月が丘団地線が17号線に変更された。2020年3月14日のダイヤ改正で広電己斐団地線のうち無線台下経由広電己斐団地発着便が再度11号線に変更された。

### 広電己斐団地線
- 11H/11（上り）・11-3（下り）:八丁堀 - 紙屋町 - 十日市 - 都町 - 西広島駅（己斐） - （己斐橋） - 己斐中二丁目 - 己斐小学校 - 己斐中学校 - 己斐峠入口 - 無線台下 - 緑ヶ丘入口 - 広電己斐団地
  - 己斐橋は道路が一方通行であるため西広島駅・八丁堀行のみ停車。
- 17H/17（上り）・17-3（下り）:八丁堀 - 紙屋町 - 十日市 - 都町 - 西広島駅（己斐） - （己斐橋） - 己斐中二丁目 - 己斐小学校 - 己斐中学校 - 己斐峠入口 - 無線台下 - 緑ヶ丘入口 - 広電己斐団地 - 己斐峠 - そらの北 - ジ・アウトレット広島
  - 己斐橋は道路が一方通行であるため西広島駅・八丁堀行のみ停車。
- 17H（上り）:ジ・アウトレット広島 → そらの北 → 己斐峠 → 広電己斐団地 → 緑ヶ丘入口 → 無線台下 → 己斐峠入口 → 己斐中学校 → 己斐小学校 → 己斐中二丁目 → 都町 → 十日市 → 紙屋町 → 八丁堀
  - 平日の2本のみ。
- 17-53 :八丁堀 - 紙屋町 - 十日市 - 都町 - 西広島駅（己斐） - （己斐橋） - 己斐中二丁目 - 己斐小学校 - 己斐中学校 - 己斐峠入口 - 無線台下 - 緑ヶ丘入口 - 広電己斐団地 - 己斐峠 - そらの北 - ジ・アウトレット広島-石内南四丁目-免許センター
- 11H（上り）・11-54（下り）:八丁堀 - 紙屋町 - 十日市 - 都町 - イトーピア - フジハイツ消防署前 - 己斐峠入口 - 己斐上三丁目 - 広電己斐団地 - 緑ヶ丘入口 - 国迫団地 - { 己斐上中学校 } - 大迫団地
- 11-6/11-4（下り）:八丁堀 → 紙屋町 → 十日市 → 都町 → 己斐橋 → 西広島駅（己斐） → イトーピア → フジハイツ消防署前 → 己斐峠入口 → 己斐上三丁目 → 広電己斐団地 → 緑ヶ丘入口 → 国迫団地 → { 己斐上中学校 } → 大迫団地
- 11/11H（上り）:大迫団地 → 国迫団地 → 緑ヶ丘入口 → 広電己斐団地 → 己斐上三丁目 → 己斐峠入口 → フジハイツ消防署前 → イトーピア → 己斐橋 → 西広島駅 → 西区役所前 → 十日市 → 紙屋町 → 八丁堀

### 大迫団地線
己斐上中学校へは平日のみ西広島発7:25 - 17:00の便がデマンド運行する。
- 11H（上り）・11-51（下り）:八丁堀 - 紙屋町 - 十日市 - 都町 - 己斐中二丁目 - 己斐小学校 - 己斐中学校 - 己斐峠入口 - 無線台下 - 国迫団地 - 大迫団地
- 11H（上り）・11-52（下り）:八丁堀 - 紙屋町 - 十日市 - 都町 - 己斐中二丁目 - 己斐小学校 - 己斐中学校 - 己斐峠入口 - 日生東団地 - 国迫団地 - 大迫団地
  - 日生東団地経由便は平日の2本のみ。八丁堀行は土曜・休日は朝の3本のみ。
- 11-1（下り）:八丁堀 → 紙屋町 → 十日市 → 都町 → 己斐橋 → 西広島駅（己斐） → 己斐中二丁目 → 己斐小学校 → 己斐中学校 → 己斐峠入口 → 無線台下 → 国迫団地 → { 己斐上中学校 } → 大迫団地
- 11-2（下り）:八丁堀 → 紙屋町 → 十日市 → 都町 → 己斐橋 → 西広島駅（己斐） → 己斐中二丁目 → 己斐小学校 → 己斐中学校 → 己斐峠入口 → 日生東団地 → 国迫団地 → { 己斐上中学校 } → 大迫団地
  - 日生東団地経由は1日5本。うち平日にデマンド運行で己斐上中学校に行くのは平日の2本のみ。
- 11/11H（上り）:大迫団地 → 国迫団地 → 無線台下 → 己斐峠入口 → 己斐中学校 → 己斐小学校 → 己斐中二丁目 → 己斐橋 → 西広島駅 → 西区役所前 → 十日市 → 紙屋町 → 八丁堀
- 11/11H（上り）:大迫団地 → 国迫団地 → 日生東団地 → 己斐峠入口 → 己斐中学校 → 己斐小学校 → 己斐中二丁目 → 己斐橋 → 西広島駅 → 西区役所前 → 十日市 → 紙屋町 → 八丁堀
  - 日生東団地経由は、西広島駅止まりが1日2本、八丁堀行が平日4本と土曜・休日3本ある。

### 共立ハイツ線
明山台経由
- 11（上り）・11-9/11-19（下り）:西広島駅  - 己斐中二丁目 - 己斐小学校 - 己斐中学校 - 己斐峠入口 -  明山台下 - もみじが丘入口 - （共立ハイツ） - もみじが丘南
  - 共立ハイツには西広島駅発9:30 - 17:00の便がデマンド運行する。

高須台経由
- 14H/14（上り）・14-5/14（下り）:八丁堀 - 紙屋町 - 十日市 - 西区役所前 - 西広島駅 - 古江 - 高須小学校 - 高須台中央 - 高須台五丁目 - もみじが丘南 - 共立ハイツ
- 14/14H（上り）:共立ハイツ → もみじが丘南 → 高須台五丁目 → 高須台中央 → 学院東門前 → 古江 → 西広島駅 → 西区役所前 → 十日市 → 紙屋町 → 八丁堀
  - 高須台五丁目・共立ハイツ行と西広島駅止まりは西広島駅ロータリーに入るが、八丁堀行はひろでん会館前のみに停車する。学院東門前は、八丁堀行のみが停車する。
  - 八丁堀行は土曜・休日の昼間時間帯の4本が学院東門を経由する。高須台五丁目止まりが平日5本、土曜・休日2本ある。
- 14-2（下り）:西広島駅 → 古江 → 学院東門前
  - 学院東門行は全て朝時間帯の便で、休校日には1日4本のみとなる。一方で広島学院で行事のある日には臨時便も多く走る[4]。
- 14（上り）・14-9（下り）:西広島駅 - 古江 - 高須小学校 - 高須台中央 - 高須台五丁目 - もみじが丘南 - もみじが丘入口 - 明山台下
  - いずれも夜時間帯で平日3本、土曜・休日2本のみの運行。

### 五月が丘団地線
- 17（上り）・17-1/17-21（下り）:（八丁堀 → 紙屋町 → 十日市 → 都町 → ）西広島駅 - （己斐橋） - 己斐中二丁目 - 己斐小学校 - 己斐中学校 - 己斐峠入口 - 己斐上三丁目 - 広電己斐団地 - 己斐峠 -（そらの北 - ジ・アウトレット広島 - そらの北）- 五月が丘三丁目 - 五月が丘四丁目 - 五月が丘団地
- 17（上り）・17-2（下り）:西広島駅 - （己斐橋） - 己斐中二丁目 - 己斐小学校 - 己斐中学校 - 己斐峠入口 - 己斐上三丁目 - 広電己斐団地 - 己斐峠 - そらの北 - ジ・アウトレット広島
  - 八丁堀発着は夜のみ。（平日2本、土曜・休日1本）
  - 一部ジ・アウトレット広島行あり（17-2号線）。また、昼間は五月が丘団地行のすべての便がジ・アウトレット広島を経由する（17-1号線）[5]。

### フジハイツ・イトーピア線
- 11（上り）・11-8（下り）:西広島駅 - （己斐橋） - イトーピア入口 - 集会所前 - 観音堂入口 - フジハイツ消防署前 - フジハイツ第二公園（旧称・フジハイツショッピングセンター前）
- 11-18→11:西広島駅 - （己斐橋） - イトーピア入口 - 集会所前 - 己斐東小学校前 - イトーピアマンション - 己斐東小学校前 - 観音堂入口 - フジハイツ消防署前 - フジハイツ第二公園（旧称・フジハイツショッピングセンター前） - フジハイツ消防署前 - 観音堂入口 - 集会所前 - イトーピア入口 - （己斐橋） - 西広島駅
  - 午前は先にイトーピアを経由する。午後は先にフジハイツを経由する。

## 車両

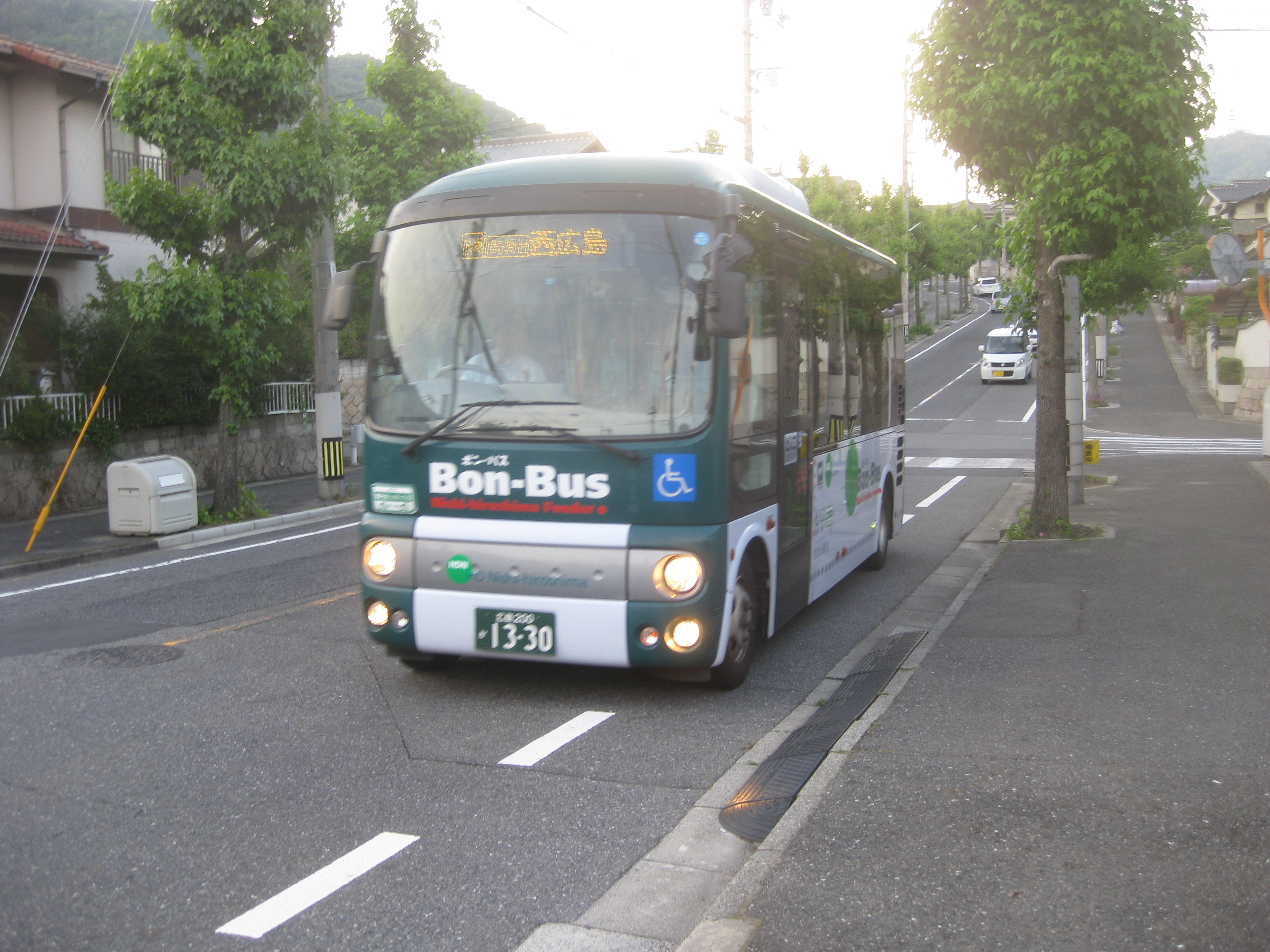
エイチ・ディー西広島で使用されている日野・ポンチョ。

- 中型観光バス（29人乗り、46人乗り・日野・メルファ）:塗色は他の車両と異なり、広電グループ貸切車共通の白を基調としている。後者は広電バスが受託運行しているコベルコ建機送迎バスの一部移管に合わせて導入された車両で、他の車両と同じカラーリングが採用されている。送迎バスが運休する週末等には、近距離の貸切輸送にも使用される。
- 路線バスタイプ（日野・レインボー、日野・ポンチョ、いすゞ・エルガミオ）
- 幼稚園バス（トヨタ・コースター）

過去には広電観光から継承した三菱ふそう・エアロバスMMや三菱ふそう・エアロミディを保有していたが、2017年の車両代替で廃車となり、三菱ふそう製車両のラインナップが消滅した。
路線バス車両の車内チャイムは基本的に広電バスと同一のものを使用しており、アナウンスも広電同様、女声仕様と男声仕様のものとなっている。但し、一部のバス停のみJRバスの都市間バス『ドリーム号』と同一の車内チャイムが流れる。

## 関連会社
- 広島電鉄
- 広電バス
- 芸陽バス
- 備北交通